# Al-Mansûr Sayf ad-Dîn Qala'ûn al-Alfi
Pour les articles homonymes, voir Al-Mansur et Sayf ad-Dîn.
Al-Mansûr Sayf ad-Dîn Qala’ûn al-Alfî, aussi connu sous le nom de Qala’ûn ou Kélaoun, est un sultan mamelouk bahrite d’Égypte de 1279 à 1290.

## Biographie
Qala'ûn était issu des Turcs kiptchaks. Il fut vendu en esclavage en Égypte contre la somme de mille dinars, un prix justifié par sa beauté, et qui conduisit à l'appeler du surnom "al-Alfî" ("l'homme qui vaut un millier"). Après une formation habituelle de mamelouk, il devint émir et connait très vite une ascension dans la hiérarchie militaire. Il fut un homme de confiance de Baybars. 
Il fait nommer sultan le fils aîné de Baybars, Baraka. Constatant son incompétence à gouverner, Qala'ûn l'écarte du pouvoir. Il se fait alors nommer régent de Salamish, le frère cadet, en août 1279. En septembre 1279, il prend le pouvoir. Il mène alors une politique d’alliance avec les Kiptchak et Byzance contre les Il-Khan d’Iran. Il vainc les Mongols d’Abaqa près de Homs (1281) grâce à la neutralité des Francs de Saint-Jean-d'Acre.
Le 25 mai 1285, il prend la forteresse des Hospitaliers de Marchat (Forteresse de Margat). En mars 1289, il assiège Tripoli de Syrie, qui tombe le 27 avril. Une partie de la population parvient à s’enfuir par la mer, mais le reste des hommes est massacré, les femmes et les enfants sont réduits en esclavage. La ville, pillée, est démolie et rasée.
Pressé par ses émirs d’en finir avec les Francs d’Acre, Qala’ûn refuse de violer le traité de 1283 et renouvelle la trêve pour dix ans en juillet 1289. Il encourage les musulmans à profiter de Saint-Jean-d'Acre pour leurs échanges avec l’Occident, par l’intermédiaire des commerçants vénitiens et des Templiers, devenus les principaux banquiers de Syrie, et des marchands damascènes. Le port d’Acre connaît une période de prospérité. Cependant, au lendemain de la chute de Tripoli, le roi d’Acre Henri dépêche des messagers à Rome pour demander des renforts.
Une importante flotte occidentale chargée de croisés arrive à Acre au milieu de l’été suivant. Des marchands damascènes sont assaillis dans les rues, dévalisés et laissés pour morts par les nouveaux venus. Les autorités parviennent à rétablir l’ordre, mais la situation se détériore fin août. Qala’ûn profite de la situation. Il envoie à Acre une ambassade pour demander des explications et pour que les assassins lui soient livrés. Devant le refus des Francs, le sultan brise la trêve. Le 4 novembre 1290, l’armée mamelouke s’ébranle. Mais le lendemain Qala’ûn tombe malade. Il fait jurer à ses émirs et à son fils  Khalil de terminer la campagne, et meurt moins d’une semaine plus tard.
Son successeur, Khalil, prendra Acre le 17 juin 1291.